# Parc national de l'Isthme de Courlande (Lituanie)
Le parc national de l'Isthme de Courlande (en lituanien : Kuršių nerijos nacionalinis parkas) est un des cinq parcs nationaux de Lituanie. Il a été créé en 1991 pour préserver les écosystèmes uniques de l'isthme de Courlande et de la lagune de Courlande (dunes, côtes, plages...).
La direction du parc est implantée dans la ville touristique de Nida. Les forêts couvrent de 70 à 74 % de la superficie du parc.
Le parc a la catégorie II dans la classification de l’UICN .

## Galerie

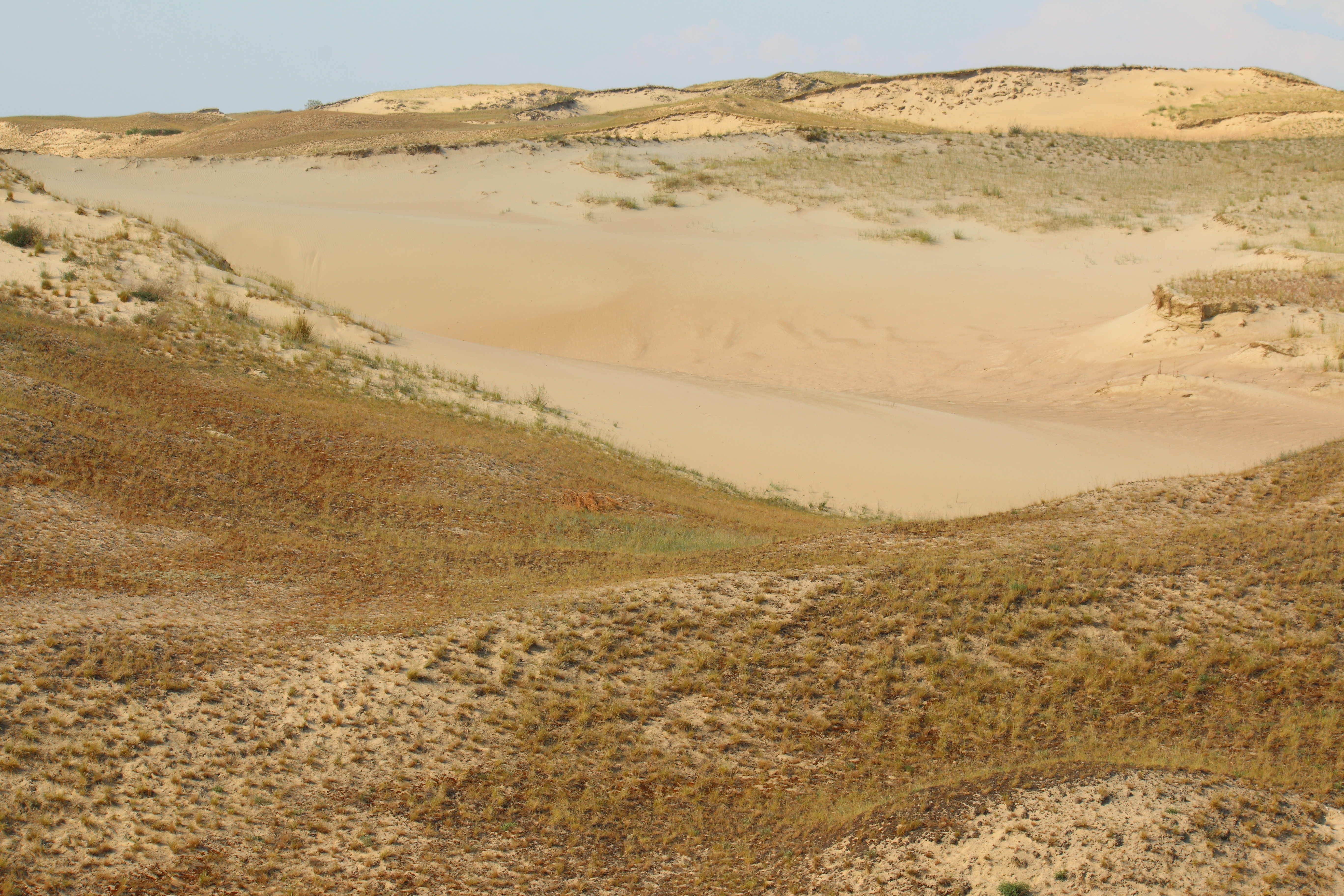
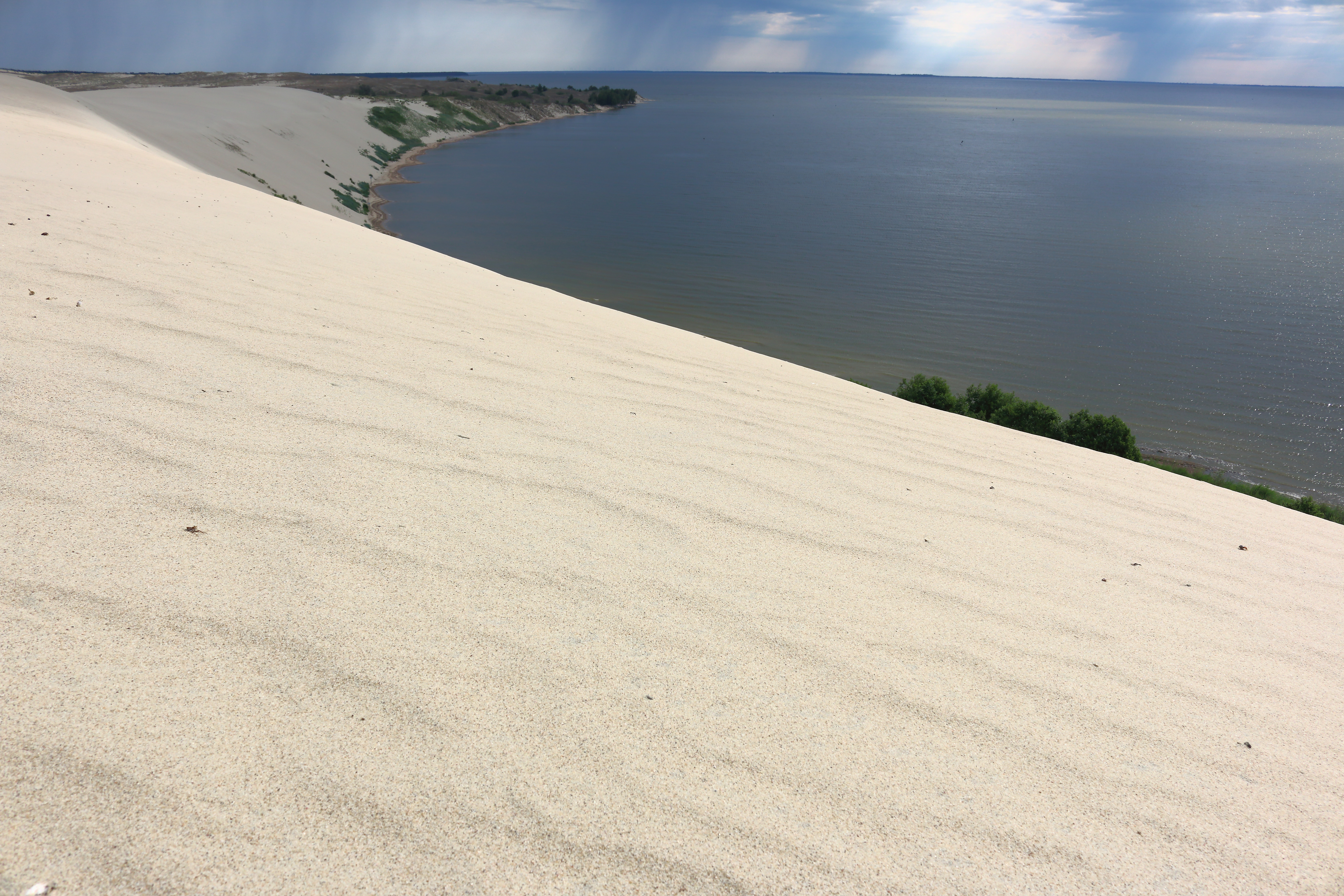
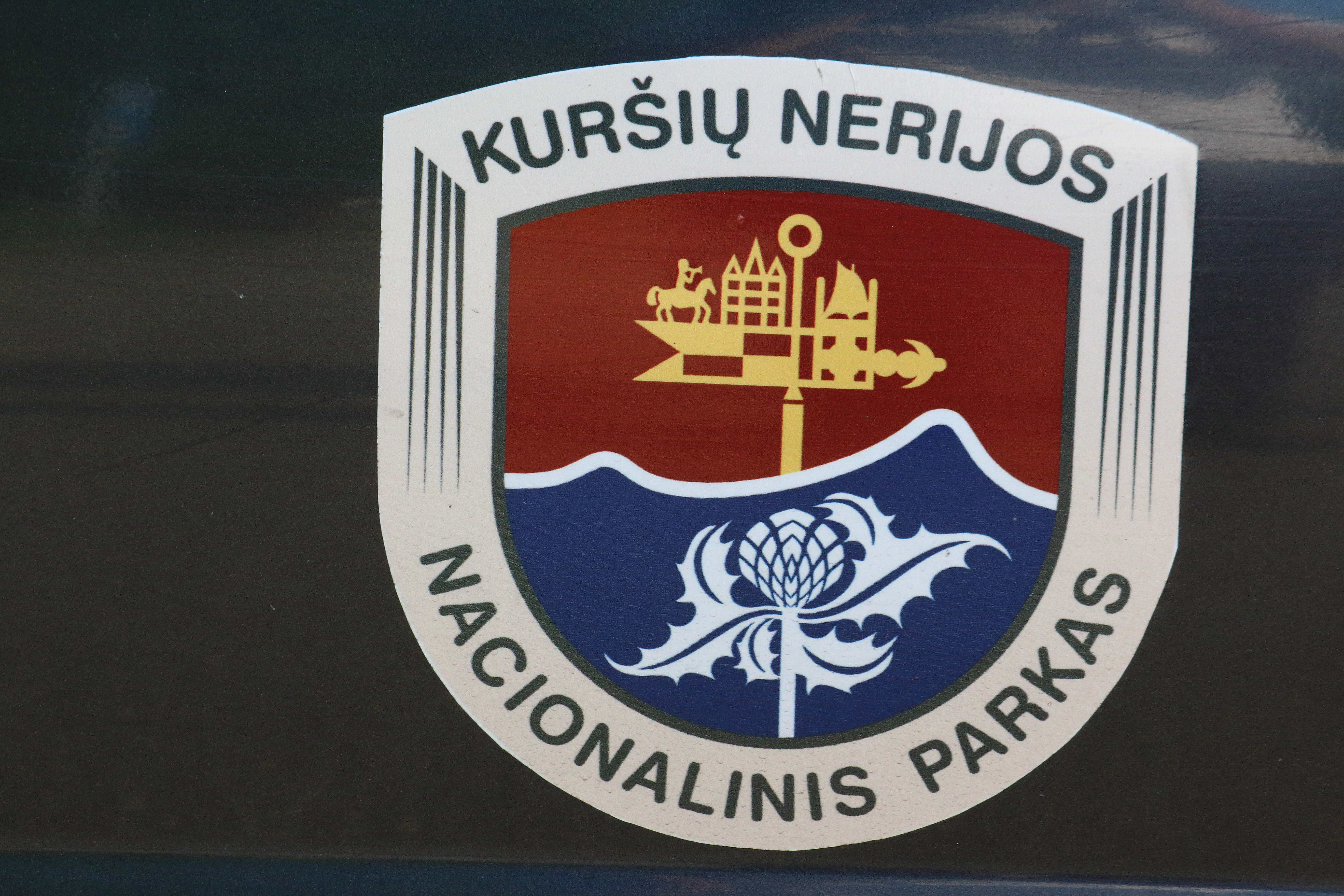
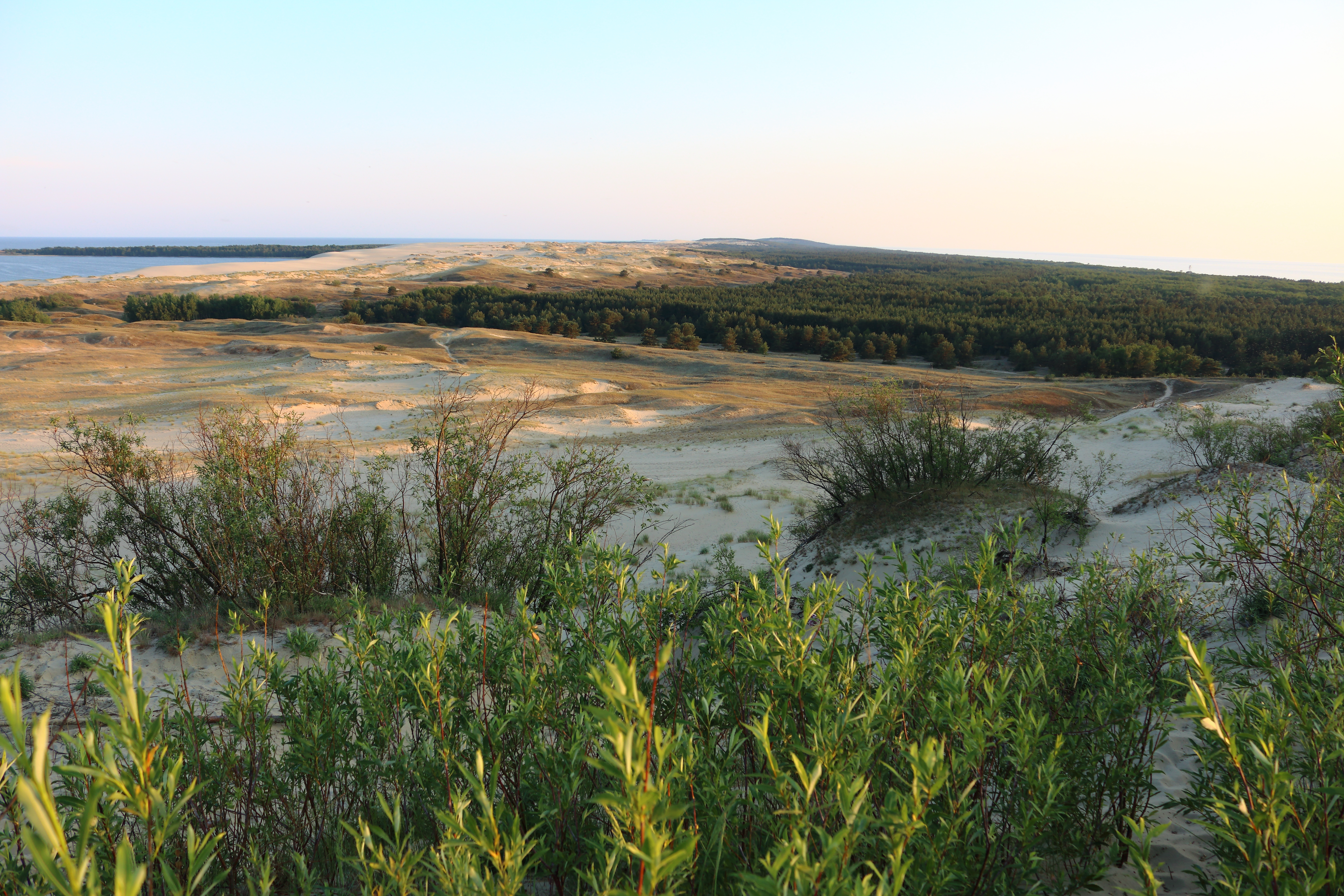
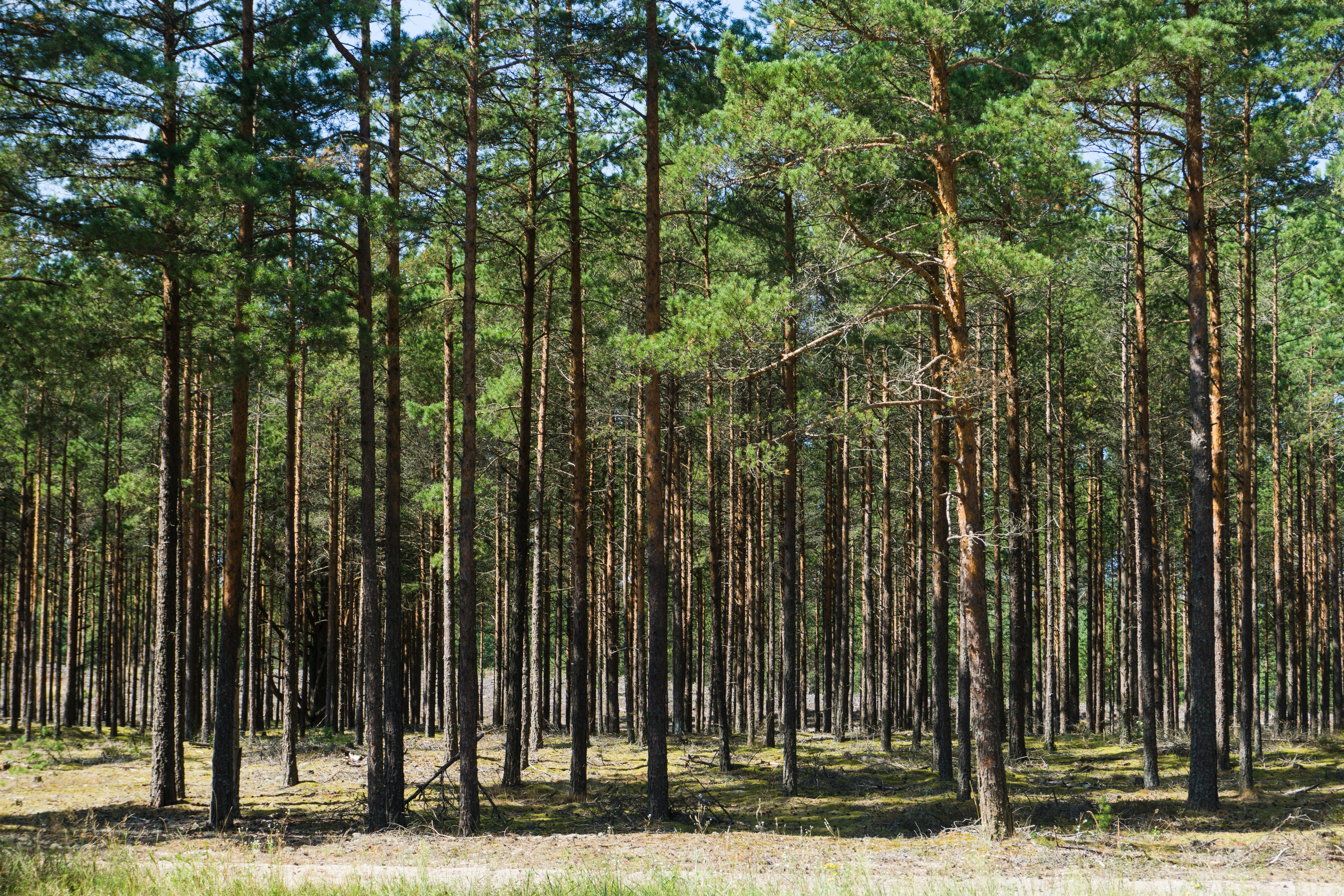
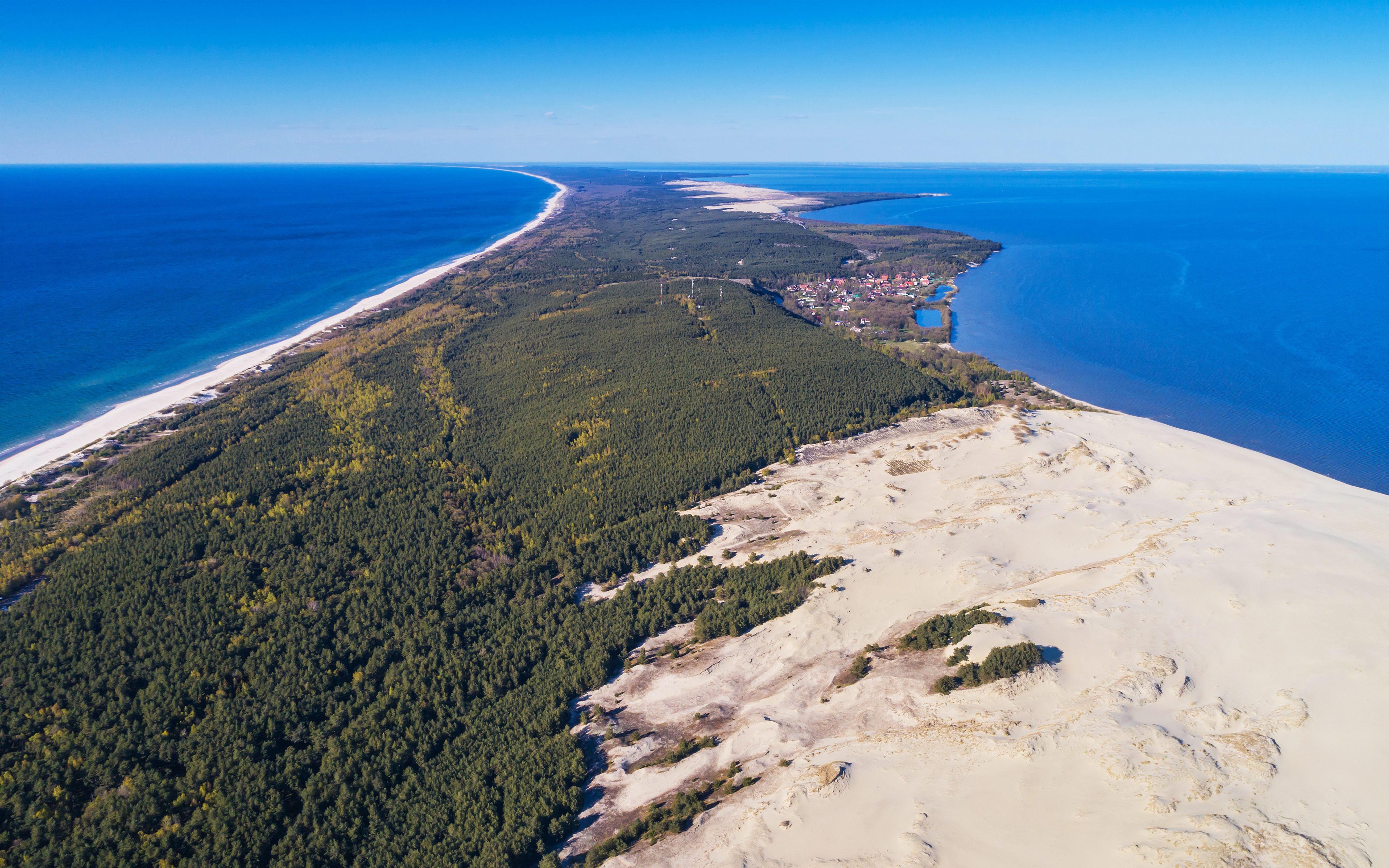

## Liens connexes
- Phare de Juodkrantė, situé dans le parc
- Isthme de Courlande